# Warren Joyce
Warren Garton Joyce (Oldham (Lancashire), 20 januari 1965) is een Engels voormalig voetballer wiens carrière begon als speler van Bolton Wanderers in 1981. Hij werd er vooral bekend bij de fans om zijn nooit aflatende inzet als middenvelder.
In 1987 maakte Warren de overstap naar Preston North End, waar hij de bijnaam Psycho kreeg en speler van het jaar werd. Later volgden nog avonturen als speler bij Plymouth Argyle, Burnley en ten slotte Hull City. Zijn invloed op deze laatste club was zo groot dat hij in 1998 gevraagd werd om voetbaltrainer te worden. Hull City, dat in dit seizoen was afgezakt naar de laatste plaats in de Engelse Football League Fourth Division, wist de degradatie alsnog te vermijden. Dit maakte hem nog populairder bij de fans, die het seizoen nog altijd herinneren als 'the Great Escape'. Twee jaar later werd hij bedankt voor bewezen diensten en ging aan de slag bij achtereenvolgens Leeds United, Stockport County en Tranmere Rovers.
Bij het begin van het seizoen 2007-2008 wachtte Joyce een nieuwe uitdaging op het Europese continent: hij werd aangesteld als coach van Royal Antwerp FC, waar hij samenwerkte met assistent-coach en oud-collega Andy Welsh. Het was hun taak om de oudste Belgische club terug te brengen naar de Belgische eerste klasse. Joyce slaagde erin om met Antwerp FC de eindronde van de Belgische tweede klasse te bereiken. Ze bereikte de tweede plaats in deze eindronde wat niet goed genoeg was voor plaatsing in de eerste klasse. AFC Tubeke sloeg hier wel in.
In 2008 keerde hij terug naar Engeland en ging aan de slag bij Manchester United, waar hij assistent werd van Ole Gunnar Solskjaer die het reserveteam van Manchester United coachte.